# Hazel Stiebeling
Hazel Katherine Stiebeling (Haskins (Ohio), 20 de marzo de1896 – Alexandría (Virginia), 18 de mayo de1989) fue una nutricionista estadounidense pionera en el desarrollo de los programas del USDA para la nutrición y en la investigación sobre las cantidades adecuadas de nutrientes esenciales a incluir en las dietas diarias.

## Estudios
Stiebling nació en una granja, donde se cree que se desarrolló su interés por la alimentación y la nutrición. Tras la educación secundaria se inscribió en un programa de ciencia doméstica en el Skidmore College (Saratoga Springs (Nueva York)). Se dice que encontró el libro del Dr. Henry Clapp Sherman, The Chemistry of Food and Nutrition, en la biblioteca y que fue su inspiración.
Tras graduarse en Skidmore, fue tres años de maestra y después entró en el Colegio de Profesores de la Universidad de Columbia, donde fue asistente de la profesora Mary Swartz Rose. Se licenció en 1919 y obtuvo una maestría en nutrición en 1924.
Entró como investigadora con el Dr. Henry Sherman en la Escuela de Graduados de la Universidad de Columbia. Investigó el metabolismo basal de las mujeres, la influencia de la vitamina D en la fijación del calcio en los huesos, el valor nutritivo de las proteínas, etc. Se doctoró en Química en 1928 con una tesis sobre la determinación del contenido de las vitaminas A y D en los tejidos.
En 1930 fue contratada como jefa de la nueva Sección de Economía de Alimentos de la Oficina del USDA. Allí, inició una extensa investigación sobre el valor nutricional de las dietas estadounidenses que ha continuado hasta la actualidad.

## Resultados de su investigación
En una publicación de Stiebeling de 1933 aparece por primera vez el término dietary allowances ('ingesta recomendada'). Fijó estándares para las cantidades de calcio, fósforo, hierro y vitaminas A y C. 
En 1939 , junto con Esther Phipard, incluyó las ingestas recomendadas de tiamina y riboflavina. Hizo igualmente una propuesta para el reconocimiento de variaciones entre los individuos que están dentro de la normalidad. Esta técnica ha sido el estándar para el desarrollo de planificaciones dietéticas por parte de organizaciones como la FAO y la OMS .